# Bob Marley/Diskografie
Diese Diskografie ist eine Übersicht über die musikalischen Werke des jamaikanischen Reggae-Musikers Bob Marley und die Veröffentlichungen mit seiner Band, den Wailers. Den Quellenangaben zufolge hat er bisher mehr als 75 Millionen Tonträger verkauft, womit er zu den Interpreten mit den meisten verkauften Tonträgern weltweit zählt. Seine erfolgreichste Veröffentlichung ist die posthum veröffentlichte Kompilation Legend mit über 26,1 Millionen verkauften Einheiten. Laut dem Guinness-Buch der Rekorde ist Legend das meistverkaufte Reggae-Album weltweit.

## Alben

### Studioalben
| Jahr | Titel Musiklabel                        | Höchstplatzierung, Gesamtwochen, AuszeichnungChartplatzierungen (Jahr, Titel, Musiklabel, Platzierungen, Wochen, Auszeichnungen, Anmerkungen) | Höchstplatzierung, Gesamtwochen, AuszeichnungChartplatzierungen (Jahr, Titel, Musiklabel, Platzierungen, Wochen, Auszeichnungen, Anmerkungen) | Höchstplatzierung, Gesamtwochen, AuszeichnungChartplatzierungen (Jahr, Titel, Musiklabel, Platzierungen, Wochen, Auszeichnungen, Anmerkungen) | Höchstplatzierung, Gesamtwochen, AuszeichnungChartplatzierungen (Jahr, Titel, Musiklabel, Platzierungen, Wochen, Auszeichnungen, Anmerkungen) | Höchstplatzierung, Gesamtwochen, AuszeichnungChartplatzierungen (Jahr, Titel, Musiklabel, Platzierungen, Wochen, Auszeichnungen, Anmerkungen) | Anmerkungen                                                |
| Jahr | Titel Musiklabel                        | DE | AT | CH | UK | US | Anmerkungen                                                |
| ---- | --------------------------------------- | --- | --- | --- | --- | --- | ---------------------------------------------------------- |
| 1965 | The Wailing Wailers Studio One (WIRL)   | — | — | — | — | — | Erstveröffentlichung: 1965                                 |
| 1970 | Soul Rebels Upsetter (B&C Music)        | — | — | — | — | — | Erstveröffentlichung: Dezember 1970                        |
| 1971 | Soul Revolution Upsetter (B&C Music)    | — | — | — | — | — | Erstveröffentlichung: Juli 1971                            |
| 1973 | Catch a Fire Island Records (CBS)       | — | — | — | UK— GoldUK | US171 (5 Wo.)US | Erstveröffentlichung: 13. April 1973 Verkäufe: + 207.500   |
| 1973 | Burnin’ Island Records (CBS)            | — | — | — | UK— SilberUK | US151 Gold · (6 Wo.)US | Erstveröffentlichung: 19. Oktober 1973 Verkäufe: + 660.000 |
| 1974 | Natty Dread Island Records (EMI)        | — | — | — | UK43 Gold · (5 Wo.)UK | US92 (28 Wo.)US | Erstveröffentlichung: 25. Oktober 1974 Verkäufe: + 220.000 |
| 1976 | Rastaman Vibration Island Records (EMI) | — | — | — | UK15 Gold · (13 Wo.)UK | US8 Gold · (22 Wo.)US | Erstveröffentlichung: 30. April 1976 Verkäufe: + 760.000   |
| 1977 | Exodus Island Records (EMI)             | DE58 a Gold · (2 Wo.)DE | AT21 (4 Wo.)AT | CH40 a (12 Wo.)CH | UK8 Platin · (65 Wo.)UK | US20 Gold · (24 Wo.)US | Erstveröffentlichung: 3. Juni 1977 Verkäufe: + 1.585.000   |
| 1978 | Kaya Island Records (EMI)               | DE— GoldDE | — | — | UK4 Platin · (24 Wo.)UK | US50 Gold · (17 Wo.)US | Erstveröffentlichung: 23. März 1978 Verkäufe: + 1.760.000  |
| 1979 | Survival Island Records (EMI)           | DE40 (23 Wo.)DE | — | — | UK20 Gold · (6 Wo.)UK | US70 (14 Wo.)US | Erstveröffentlichung: 2. Oktober 1979 Verkäufe: + 590.000  |
| 1980 | Uprising Island Records (EMI)           | DE5 Gold · (67 Wo.)DE | AT6 (7 Wo.)AT | — | UK6 Gold · (17 Wo.)UK | US45 Gold · (23 Wo.)US | Erstveröffentlichung: 10. Juni 1980 Verkäufe: + 1.635.000  |
| 1983 | Confrontation Island Records (EMI)      | DE31 (16 Wo.)DE | AT18 (4 Wo.)AT | — | UK5 Silber · (19 Wo.)UK | US55 Gold · (15 Wo.)US | Erstveröffentlichung: 23. Mai 1983 Verkäufe: + 700.000     |

grau schraffiert: keine Chartdaten aus diesem Jahr verfügbar

### Livealben
| Jahr | Titel Musiklabel                                       | Höchstplatzierung, Gesamtwochen, AuszeichnungChartplatzierungen (Jahr, Titel, Musiklabel, Platzierungen, Wochen, Auszeichnungen, Anmerkungen) | Höchstplatzierung, Gesamtwochen, AuszeichnungChartplatzierungen (Jahr, Titel, Musiklabel, Platzierungen, Wochen, Auszeichnungen, Anmerkungen) | Höchstplatzierung, Gesamtwochen, AuszeichnungChartplatzierungen (Jahr, Titel, Musiklabel, Platzierungen, Wochen, Auszeichnungen, Anmerkungen) | Höchstplatzierung, Gesamtwochen, AuszeichnungChartplatzierungen (Jahr, Titel, Musiklabel, Platzierungen, Wochen, Auszeichnungen, Anmerkungen) | Höchstplatzierung, Gesamtwochen, AuszeichnungChartplatzierungen (Jahr, Titel, Musiklabel, Platzierungen, Wochen, Auszeichnungen, Anmerkungen) | Anmerkungen                                                  |
| Jahr | Titel Musiklabel                                       | DE | AT | CH | UK | US | Anmerkungen                                                  |
| ---- | ------------------------------------------------------ | --- | --- | --- | --- | --- | ------------------------------------------------------------ |
| 1975 | Live! Island Records (CBS)                             | DE— GoldDE | AT— GoldAT | CH— GoldCH | UK38 Silber · (11 Wo.)UK | US90 Gold · (9 Wo.)US | Erstveröffentlichung: 5. Dezember 1975 Verkäufe: + 1.060.000 |
| 1978 | Babylon by Bus Island Records (EMI)                    | DE30 Gold · (8 Wo.)DE | — | — | UK40 Gold · (11 Wo.)UK | US102 (16 Wo.)US | Erstveröffentlichung: 10. November 1978 Verkäufe: + 830.000  |
| 1991 | Talkin’ Blues Island Records (EMI)                     | — | — | CH40 (2 Wo.)CH | — | US103 (13 Wo.)US | Erstveröffentlichung: 4. Februar 1991                        |
| 2003 | Live at the Roxy Island Def Jam (EMI)                  | — | — | — | — | — | Erstveröffentlichung: 2003                                   |
| 2011 | Live Forever: The Stanley Theatre Island Records (UMG) | — | AT58 (1 Wo.)AT | CH74 (4 Wo.)CH | — | US14 (4 Wo.)US | Erstveröffentlichung: 18. März 2011                          |
| 2015 | Easy Skanking in Boston ’78 Island Records (UMG)       | — | — | — | — | — | Erstveröffentlichung: 17. Februar 2015                       |
| 2021 | The Capitol Session ’73 609 Records (UMG)              | DE60 (1 Wo.)DE | — | CH48 (1 Wo.)CH | UK*UK | — | Erstveröffentlichung: 3. September 2021 * siehe Videoalbum   |

grau schraffiert: keine Chartdaten aus diesem Jahr verfügbar

### Kompilationen
| Jahr | Titel Musiklabel                                          | Höchstplatzierung, Gesamtwochen, AuszeichnungChartplatzierungen (Jahr, Titel, Musiklabel, Platzierungen, Wochen, Auszeichnungen, Anmerkungen) | Höchstplatzierung, Gesamtwochen, AuszeichnungChartplatzierungen (Jahr, Titel, Musiklabel, Platzierungen, Wochen, Auszeichnungen, Anmerkungen) | Höchstplatzierung, Gesamtwochen, AuszeichnungChartplatzierungen (Jahr, Titel, Musiklabel, Platzierungen, Wochen, Auszeichnungen, Anmerkungen) | Höchstplatzierung, Gesamtwochen, AuszeichnungChartplatzierungen (Jahr, Titel, Musiklabel, Platzierungen, Wochen, Auszeichnungen, Anmerkungen) | Höchstplatzierung, Gesamtwochen, AuszeichnungChartplatzierungen (Jahr, Titel, Musiklabel, Platzierungen, Wochen, Auszeichnungen, Anmerkungen) | Anmerkungen                                                |
| Jahr | Titel Musiklabel                                          | DE | AT | CH | UK | US | Anmerkungen                                                |
| ---- | --------------------------------------------------------- | --- | --- | --- | --- | --- | ---------------------------------------------------------- |
| 1981 | Chances Are WEA (WEA)                                     | — | — | — | — | US117 (6 Wo.)US | Erstveröffentlichung: Oktober 1981 Verkäufe: + 100.000     |
| 1984 | Legend Island Records (EMI)                               | DE11 Platin · (95 Wo.)DE | AT5 ×2Doppelplatin · (122 Wo.)AT | CH20 ×3Dreifachplatin · (196 Wo.)CH | UK1 ×1515-fach-Platin · (… Wo.)UK | US5 ×8Diamant + Achtfachplatin · (… Wo.)US | Erstveröffentlichung: 8. Mai 1984 Verkäufe: + 26.101.703   |
| 1986 | Rebel Music Island Records (EMI)                          | — | — | — | UK54 (3 Wo.)UK | — | Erstveröffentlichung: 1986 Verkäufe: + 10.000              |
| 1991 | Lively Up Yourself Double Play (Double Play)              | — | — | — | UK75 Gold · (2 Wo.)UK | — | Erstveröffentlichung: 21. Mai 1991 Verkäufe: + 100.000     |
| 1995 | Natural Mystic – The Legend Lives On Island Records (EMI) | DE32 (9 Wo.)DE | AT37 (2 Wo.)AT | CH10 Gold · (12 Wo.)CH | UK5 Gold · (10 Wo.)UK | US67 Gold · (14 Wo.)US | Erstveröffentlichung: 23. Mai 1995 Verkäufe: + 1.560.000   |
| 2001 | One Love – The Very Best of Island Def Jam (UMG)          | DE17 (15 Wo.)DE | AT4 (28 Wo.)AT | CH8 Gold · (22 Wo.)CH | UK5 Gold · (26 Wo.)UK | US60 (16 Wo.)US | Erstveröffentlichung: 14. Mai 2001 Verkäufe: + 1.455.000   |
| 2004 | Roots of a Legend Trojan Records (Sanctuary Records)      | — | — | — | UK51 (2 Wo.)UK | — | Erstveröffentlichung: Mai 2004                             |
| 2005 | Africa Unite: The Singles Collection Island Records (UMG) | — | — | CH93 (1 Wo.)CH | UK26 Gold · (11 Wo.)UK | US101 (4 Wo.)US | Erstveröffentlichung: 7. November 2005 Verkäufe: + 100.000 |
| 2022 | Nine Miles Magic of Vinyl (Magic of Vinyl)                | — | AT18 (1 Wo.)AT | — | — | — | Erstveröffentlichung: 12. Dezember 2022                    |

grau schraffiert: keine Chartdaten aus diesem Jahr verfügbar
Weitere Kompilationen
| - 1971: The Best of The Wailers - 1973: African Herbsman - 1974: Rasta Revolution - 1974: The Best of Bob Marley & The Wailers (Verkäufe: + 100.000; UK: Gold) - 1976: Birth of a Legend - 1983: In the Beginning - 1985: Bob, Peter, Bunny & Rita - 1991: Early Collection - 1991: Rainbow Country - 1991: Nice Time (auch bekannt als: Mr. Chatterbox) - 1993: Don’t Rock My Boat - 1995: Soul Almighty - 1996: The Rarities, Volume II - 1996: Rebel Revolution – The Extended Mixes - 1996: Trench Town Rock - 1996: Bob Marley - 1997: Bustin’ Out of Trenchtown - 1997: Dreams of Freedom - 1997: Preacherman - 1998: The Complete Bob Marley & the Wailers 1967–1972, Vol. 1: Rock to the Rock - 1998: The Complete Bob Marley & the Wailers 1967–1972, Vol. 2: Selassie Is the Chapel - 1998: The Complete Bob Marley & the Wailers 1967–1972, Vol. 3: Best of the Wailers - 1998: The Complete Bob Marley & the Wailers 1967–1972, Vol. 4: Soul Rebels - 1998: The Complete Bob Marley & the Wailers 1967–1972, Vol. 5: Soul Revolution Part II - 1998: The Complete Bob Marley & the Wailers 1967–1972, Vol. 6: More Axe - 1998: The Complete Bob Marley & the Wailers 1967–1972, Vol. 7: Keep on Skanking - 1998: The Complete Bob Marley & the Wailers 1967–1972, Vol. 8: Satisfy My Soul Jah Jah - 1998: Jungle Dub - 1999: Soul Almighty – 20 Marley Greats - 2000: From Ska to Jah: One Love (The Gold Collection) | - 2000: The Great Bob Marley (Verkäufe: + 35.000) - 2001: Natty Rebel - 2001: Jungle Dub II - 2002: Trenchtown Rock (Anthology ’69–’78) - 2002: The Complete Bob Marley & the Wailers 1967–1972, Vol. 9: Freedom Time - 2002: The Complete Bob Marley & the Wailers 1967–1972, Vol. 10: Soul Adventurer - 2002: The Complete Bob Marley & the Wailers 1967–1972, Vol. 11: Lonesome Feeling - 2004: Original Cuts - 2004: Ammunition Dub Collection - 2004: The Essential Collection (Verkäufe: + 60.000; UK: Silber) - 2004: Feel Alright - 2004: 20th Century Masters: The Millenium Collection – The JAD Years - 2004: Classic - 2005: Bob Marley 1967–1972 – Gold (Verkäufe: + 50.000) - 2005: Natural Mystic - 2005: Bob Marley - 2005: Trilogy - 2006: Colour Collection - 2006: Lion of Zion – White Collection - 2007: Remixed and Unmixed - 2007: Mellow Moods - 2007: The Natural Mystic of Bob Marley - 2008: Reggae Legends - 2008: Collectorama: The Kingston Years - 2009: Playlist: The Very Best of Bob Marley & The Wailers – The Early Years - 2013: The Best of the Upsetter Singles 1970–1972 - 2020: Diamonds Are Forever Vol. 2 |

### Remixalben
| Jahr | Titel Musiklabel                                                   | Höchstplatzierung, Gesamtwochen, AuszeichnungChartplatzierungen (Jahr, Titel, Musiklabel, Platzierungen, Wochen, Auszeichnungen, Anmerkungen) | Höchstplatzierung, Gesamtwochen, AuszeichnungChartplatzierungen (Jahr, Titel, Musiklabel, Platzierungen, Wochen, Auszeichnungen, Anmerkungen) | Höchstplatzierung, Gesamtwochen, AuszeichnungChartplatzierungen (Jahr, Titel, Musiklabel, Platzierungen, Wochen, Auszeichnungen, Anmerkungen) | Höchstplatzierung, Gesamtwochen, AuszeichnungChartplatzierungen (Jahr, Titel, Musiklabel, Platzierungen, Wochen, Auszeichnungen, Anmerkungen) | Höchstplatzierung, Gesamtwochen, AuszeichnungChartplatzierungen (Jahr, Titel, Musiklabel, Platzierungen, Wochen, Auszeichnungen, Anmerkungen) | Anmerkungen                                                  |
| Jahr | Titel Musiklabel                                                   | DE | AT | CH | UK | US | Anmerkungen                                                  |
| ---- | ------------------------------------------------------------------ | --- | --- | --- | --- | --- | ------------------------------------------------------------ |
| 1995 | Soul Almighty: The Formative Years, Vol. 1 Anansi Records (Anansi) | — | AT18 (12 Wo.)AT | CH19 (8 Wo.)CH | UK93 (2 Wo.)UK | — | Erstveröffentlichung: 3. Oktober 1995                        |
| 1999 | Chant Down Babylon Island Records (UMG)                            | DE66 (13 Wo.)DE | AT49 (2 Wo.)AT | CH23 Gold · (16 Wo.)CH | UK95 Silber · (1 Wo.)UK | US60 Gold · (24 Wo.)US | Erstveröffentlichung: 5. November 1999 Verkäufe: + 780.000   |
| 1999 | The Sun Is Shining                                                 | — | — | — | UK40 (3 Wo.)UK | — | Erstveröffentlichung: 8. November 1999                       |
| 2009 | B Is for Bob Island Def Jam (UMG)                                  | — | — | — | — | US77 (4 Wo.)US | Erstveröffentlichung: 23. Juni 2009                          |
| 2013 | Legend: Remixed Island Def Jam (UMG)                               | — | — | — | — | US89 (1 Wo.)US | Erstveröffentlichung: 25. Juni 2013                          |
| 2022 | Bob Marley and the Chineke! Orchestra Island Records (UMG)         | — | — | CH53 (1 Wo.)CH | UK87 (1 Wo.)UK | — | Erstveröffentlichung: 27. Mai 2022 mit dem Chineke Orchestra |

Weitere Remixalben
- 1981: Chances Are
- 1993: The Never Ending Wailers
- 1997: Black Progress: The Formative Years, Vol. 2
- 1997: Dreams of Freedom: Ambient Translations in Dub
- 2001: Shakedown: Marley Remix
- 2007: Roots, Rock, Remixed
- 2012: In Dub, Vol. 1

### Soundtracks
| Jahr | Titel Musiklabel              | Höchstplatzierung, Gesamtwochen, AuszeichnungChartplatzierungen (Jahr, Titel, Musiklabel, Platzierungen, Wochen, Auszeichnungen, Anmerkungen) | Höchstplatzierung, Gesamtwochen, AuszeichnungChartplatzierungen (Jahr, Titel, Musiklabel, Platzierungen, Wochen, Auszeichnungen, Anmerkungen) | Höchstplatzierung, Gesamtwochen, AuszeichnungChartplatzierungen (Jahr, Titel, Musiklabel, Platzierungen, Wochen, Auszeichnungen, Anmerkungen) | Höchstplatzierung, Gesamtwochen, AuszeichnungChartplatzierungen (Jahr, Titel, Musiklabel, Platzierungen, Wochen, Auszeichnungen, Anmerkungen) | Höchstplatzierung, Gesamtwochen, AuszeichnungChartplatzierungen (Jahr, Titel, Musiklabel, Platzierungen, Wochen, Auszeichnungen, Anmerkungen) | Anmerkungen                                               |
| Jahr | Titel Musiklabel              | DE | AT | CH | UK | US | Anmerkungen                                               |
| ---- | ----------------------------- | --- | --- | --- | --- | --- | --------------------------------------------------------- |
| 2012 | Marley Island Records (UMG)   | — | AT41 (1 Wo.)AT | CH38 (6 Wo.)CH | UK81 (1 Wo.)UK | US120 (1 Wo.)US | Erstveröffentlichung: 13. April 2012                      |
| 2024 | One Love Island Records (UMG) | — | — | CH77 (2 Wo.)CH | — | — | Erstveröffentlichung: 16. Februar 2024 Verkäufe: + 15.000 |

## Singles

### Als Leadmusiker
| Jahr | Titel Album                                                                     | Höchstplatzierung, Gesamtwochen, AuszeichnungChartplatzierungen (Jahr, Titel, Album, Platzierungen, Wochen, Auszeichnungen, Anmerkungen) | Höchstplatzierung, Gesamtwochen, AuszeichnungChartplatzierungen (Jahr, Titel, Album, Platzierungen, Wochen, Auszeichnungen, Anmerkungen) | Höchstplatzierung, Gesamtwochen, AuszeichnungChartplatzierungen (Jahr, Titel, Album, Platzierungen, Wochen, Auszeichnungen, Anmerkungen) | Höchstplatzierung, Gesamtwochen, AuszeichnungChartplatzierungen (Jahr, Titel, Album, Platzierungen, Wochen, Auszeichnungen, Anmerkungen) | Höchstplatzierung, Gesamtwochen, AuszeichnungChartplatzierungen (Jahr, Titel, Album, Platzierungen, Wochen, Auszeichnungen, Anmerkungen) | Anmerkungen                                                                        |
| Jahr | Titel Album                                                                     | DE | AT | CH | UK | US | Anmerkungen                                                                        |
| ---- | ------------------------------------------------------------------------------- | --- | --- | --- | --- | --- | ---------------------------------------------------------------------------------- |
| 1971 | Keep on Moving Soul Revolution                                                  | — | — | — | UK17 (4 Wo.)UK | — | Erstveröffentlichung: 1971                                                         |
| 1973 | I Shot the Sheriff Burnin’                                                      | — | — | — | UK67 Silber · (1 Wo.)UK | — | Erstveröffentlichung: November 1973 Verkäufe: + 200.000                            |
| 1975 | No Woman, No Cry Live!                                                          | — | — | — | UK8 Platin · (20 Wo.)UK | — | Erstveröffentlichung: 29. August 1975 Verkäufe: + 725.000                          |
| 1976 | Roots, Rock, Reggae Rastaman Vibration                                          | — | — | — | — | US51 (5 Wo.)US | Erstveröffentlichung: 25. Juni 1976                                                |
| 1977 | Exodus                                                                          | — | — | — | UK14 Silber · (9 Wo.)UK | — | Erstveröffentlichung: 17. Juni 1977 Verkäufe: + 200.000                            |
| 1977 | Waiting in Vain Exodus                                                          | — | — | — | UK27 Gold · (13 Wo.)UK | — | Erstveröffentlichung: 19. August 1977 Verkäufe: + 460.000                          |
| 1977 | Jamming / Punky Reggae Party Exodus                                             | — | — | — | UK9 Platin · (12 Wo.)UK | — | Erstveröffentlichung: 2. Dezember 1977 Verkäufe: + 810.000                         |
| 1977 | One Love / People Get Ready Exodus                                              | — | — | — | UK5 Platin · (14 Wo.)UK | — | Erstveröffentlichung: 1977 Verkäufe: + 775.000                                     |
| 1978 | Is This Love Kaya                                                               | DE— GoldDE | — | CH57 (10 Wo.)CH | UK9 ×2Doppelplatin · (9 Wo.)UK | — | Erstveröffentlichung: 3. Februar 1978 Verkäufe: + 1.920.000                        |
| 1978 | Satisfy My Soul Kaya                                                            | — | — | — | UK21 Silber · (10 Wo.)UK | — | Erstveröffentlichung: 26. Mai 1978 Verkäufe: + 200.000                             |
| 1979 | So Much Trouble in the World Survival                                           | — | — | — | UK56 (4 Wo.)UK | — | Erstveröffentlichung: 21. September 1979                                           |
| 1980 | Could You Be Loved Uprising                                                     | DE13 Gold · (28 Wo.)DE | — | CH2 (10 Wo.)CH | UK5 ×2Doppelplatin · (20 Wo.)UK | — | Erstveröffentlichung: 19. Mai 1980 Verkäufe: + 1.900.000                           |
| 1980 | Three Little Birds Exodus                                                       | DE49 Gold · (6 Wo.)DE | — | — | UK17 ×3Dreifachplatin · (13 Wo.)UK | — | Erstveröffentlichung: 30. August 1980 Verkäufe: + 2.435.000                        |
| 1983 | Buffalo Soldier Confrontation                                                   | — | AT14 (4 Wo.)AT | — | UK4 Platin · (13 Wo.)UK | — | Erstveröffentlichung: 22. April 1983 Verkäufe: + 745.000                           |
| 1992 | Iron Lion Zion Songs of Freedom                                                 | DE17 (22 Wo.)DE | AT11 (12 Wo.)AT | CH9 (19 Wo.)CH | UK5 (9 Wo.)UK | — | Erstveröffentlichung: 7. September 1992 Verkäufe: + 5.000                          |
| 1993 | Why Should I Songs of Freedom                                                   | DE92 (1 Wo.)DE | — | — | UK42 (4 Wo.)UK | — | Erstveröffentlichung: 11. Januar 1993                                              |
| 1996 | What Goes Around Comes Around –                                                 | — | AT18 (8 Wo.)AT | — | UK42 (2 Wo.)UK | — | Erstveröffentlichung: 1996                                                         |
| 1999 | Sun Is Shining (Funkstar De Luxe Remix) Keep On Moving (It’s Too Funky in Here) | DE19 (13 Wo.)DE | AT23 (9 Wo.)AT | CH7 (21 Wo.)CH | UK3 Silber · (14 Wo.)UK | — | Erstveröffentlichung: 13. September 1999 Verkäufe: + 370.000; vs. Funkstar De Luxe |
| 1999 | Turn Your Lights Down Low Chant Down Babylon                                    | DE33 (14 Wo.)DE | AT22 (10 Wo.)AT | CH11 (16 Wo.)CH | UK15 Silber · (7 Wo.)UK | — | Erstveröffentlichung: 15. November 1999 Verkäufe: + 360.000; feat. Lauryn Hill     |
| 1999 | Rainbow Country Keep On Moving (It’s Too Funky In Here)                         | DE47 (6 Wo.)DE | — | CH54 (8 Wo.)CH | UK11 (8 Wo.)UK | — | Erstveröffentlichung: 18. November 1999 vs. Funkstar De Luxe                       |
| 2000 | Jammin’ Chant Down Babylon                                                      | — | — | — | UK42 (2 Wo.)UK | — | Erstveröffentlichung: 15. Mai 2000 feat. MC Lyte                                   |
| 2001 | I Know a Place One Love – The Very Best of                                      | — | — | CH80 (6 Wo.)CH | UK77 (1 Wo.)UK | — | Erstveröffentlichung: 13. November 2001                                            |
| 2005 | Africa Unite Africa Unite: The Singles Collection                               | — | — | — | UK49 (1 Wo.)UK | — | Erstveröffentlichung: 29. März 2005                                                |
| 2005 | Sun Is Shining (Version ’77) Kaya                                               | — | — | — | UK54 Silber · (1 Wo.)UK | — | Erstveröffentlichung: 14. November 2005 Verkäufe: + 200.000                        |
| 2005 | Slogans Africa Unite: The Singles Collection                                    | — | — | — | UK45 (2 Wo.)UK | — | Erstveröffentlichung: 21. November 2005                                            |
| 2005 | Stand Up Jamrock Africa Unite: The Singles Collection                           | — | — | — | UK56 (1 Wo.)UK | — | Erstveröffentlichung: Dezember 2005                                                |
| 2016 | Is This Love (Remix) –                                                          | — | — | — | UK16 Platin · (17 Wo.)UK | — | Erstveröffentlichung: 10. Juni 2016 Verkäufe: + 600.000; feat. Lvndscape & Bolier  |
| 2020 | Sun Is Shining (Robin Schulz Remix) –                                           | DE— aDE | — | CH91 (1 Wo.)CH | — | — | Erstveröffentlichung: 17. Juli 2020 feat. Robin Schulz                             |

Weitere Singles
| - 1964: Rude Boy - 1965: Simmer Down - 1965: It Hurts to Be Alone - 1965: Holligan - 1965: Lonesome Feeling - 1965: What’s New Pussycat - 1966: Good Good Rudie - 1966: Love and Affection - 1966: And I Love Her - 1966: Lonesome Track - 1966: Dancing Shoes - 1966: Put It On - 1966: Let Him Go - 1967: Bend Down Low - 1967: Stir It Up (Verkäufe: + 430.000; UK: Gold) - 1970: To the Rescue - 1970: My Cup - 1970: Duppy Conqueror - 1971: Soul Train Bullet - 1971: Lick Samba - 1971: Down Presser - 1971: Stop That Train - 1971: I Like It Like That - 1971: Small Axe - 1971: Dreamland - 1971: More Axe - 1971: Trenchtown Rock | - 1972: Lively Up Yourself - 1972: Guava Jelly - 1972: Screwface - 1972: Reggae on Broadway - 1973: Baby We’ve Got a Date - 1973: Concrete Jungle - 1973: Get Up, Stand Up (UK: Silber) - 1974: Soul Shakedown Party - 1974: Mr. Brown - 1974: So Jah Seh - 1975: Rat Race - 1975: Them Belly Full (But We Hungry) - 1976: Jah Live - 1976: Johnny Was - 1976: Who the Cap Fit - 1976: Positive Vibrations - 1979: Survival - 1979: Zimbabwe - 1980: Redemption Song (Verkäufe: + 745.000) - 1980: Coming in from the Cold - 1981: Chances Are - 1981: Thank You Lord - 1982: Natural Mystic (Verkäufe: + 200.000) - 1983: Mix Up, Mix Up - 2007: Songs of Freedom - 2011: High Tide or Low Tide |

### Als Gastmusiker
- 2005: Hold Ya Head (The Notorious B.I.G. feat. Bob Marley)
- 2015: Nice Time (Cush Hunta feat. Bob Marley)

## Videoalben und Musikvideos

### Videoalben
| Jahr | Titel                                  | Höchstplatzierung, Gesamtwochen, AuszeichnungChartplatzierungen (Jahr, Titel, Platzierungen, Wochen, Auszeichnungen, Anmerkungen) | Höchstplatzierung, Gesamtwochen, AuszeichnungChartplatzierungen (Jahr, Titel, Platzierungen, Wochen, Auszeichnungen, Anmerkungen) | Höchstplatzierung, Gesamtwochen, AuszeichnungChartplatzierungen (Jahr, Titel, Platzierungen, Wochen, Auszeichnungen, Anmerkungen) | Höchstplatzierung, Gesamtwochen, AuszeichnungChartplatzierungen (Jahr, Titel, Platzierungen, Wochen, Auszeichnungen, Anmerkungen) | Höchstplatzierung, Gesamtwochen, AuszeichnungChartplatzierungen (Jahr, Titel, Platzierungen, Wochen, Auszeichnungen, Anmerkungen) | Anmerkungen                                                                  |
| Jahr | Titel                                  | DE | AT | CH | UK | US | Anmerkungen                                                                  |
| ---- | -------------------------------------- | --- | --- | --- | --- | --- | ---------------------------------------------------------------------------- |
| 1978 | Live at the Rainbow                    | — | AT2 (10 Wo.)AT | — | UK4 Gold · (11 Wo.)UK | US? Gold · (45 Wo.)US | Erstveröffentlichung: Juni 1978 Verkäufe: + 93.000                           |
| 1982 | The Bob Marley Story: Caribbean Nights | — | — | — | — | US? Platin · (213 Wo.)US | Erstveröffentlichung: 1982 Verkäufe: + 100.000                               |
| 1992 | Time Will Tell                         | — | — | — | — | US? Gold · (21 Wo.)US | Erstveröffentlichung: 22. September 1992 Verkäufe: + 50.000                  |
| 2001 | Rebel Music – The Bob Marley Story     | — | — | — | — | US? (14 Wo.)US | Erstveröffentlichung: 26. Juni 2001                                          |
| 2003 | Legend                                 | DE* GoldDE | — | CH* GoldCH | UK4 Gold · (56 Wo.)UK | US? Platin · (11 Wo.)US | Erstveröffentlichung: 29. Juli 2003 Verkäufe: + 242.000; * siehe Kompilation |
| 2003 | Bob Marley: The Legend Live            | — | — | — | UK32 (2 Wo.)UK | US? Gold · (1 Wo.)US | Erstveröffentlichung: 7. Oktober 2003 Verkäufe: + 58.000                     |
| 2003 | Spiritual Journey                      | — | — | — | UK30 (6 Wo.)UK | — | Erstveröffentlichung: 2003 Verkäufe: + 10.000                                |
| 2012 | Marley                                 | — | — | — | UK1 ×2Doppelplatin · (198 Wo.)UK                                                                                                  | — | Erstveröffentlichung: 20. September 2012 Verkäufe: + 100.000                 |
| 2014 | Uprising Live!                         | — | — | — | UK16 (3 Wo.)UK | US8 (19 Wo.)US | Erstveröffentlichung: 21. November 2014                                      |
| 2021 | The Capitol Session ’73                | DE*DE | — | CH*CH | UK7 (… Wo.)UK | — | Erstveröffentlichung: 3. September 2021 * siehe Livealbum                    |

grau schraffiert: keine Chartdaten aus diesem Jahr verfügbar
Weitere Videoalben
- 2001: One Love – The Very Best of (Verkäufe: + 16.000)
- 2003: Catch a Fire
- 2006: Bits and Pieces About …
- 2014: The Lost Tapes
- 2015: Positive Vibrations

### Musikvideos
| Jahr | Lied                                    | Regie                  |
| ---- | --------------------------------------- | ---------------------- |
| 1977 | Stir It Up                              |                        |
| 1977 | Exodus                                  | Don Letts, Rick Elgood |
| 1977 | Waiting in Vain                         | Don Letts              |
| 1978 | Is This Love                            |                        |
| 1978 | Satisfy My Soul                         |                        |
| 1980 | Could You Be Loved                      | John Mills             |
| 1981 | Redemption Song                         | Mark Robinson          |
| 1983 | Buffalo Soldier                         |                        |
| 1984 | One Love/People Get Ready               | Don Letts              |
| 1992 | Iron Lion Zion                          |                        |
| 1995 | Keep on Moving                          |                        |
| 1996 | What Goes Around Comes Around           | Cedella Marley         |
| 1999 | Sun Is Shining (Funkstar De Luxe Remix) | Niels Birkemos         |
| 1999 | Turn Your Lights Down Low               | Francis Lawrence       |
| 2000 | Rainbow Country                         | Andreas Tibblin        |
| 2000 | Jammin’                                 | Frank Sacramento       |
| 2001 | Soul Shakedown Party                    | Martin Smith           |
| 2005 | Slogans                                 | Adrian Moat            |
| 2020 | Sun Is Shining (Robin Schulz Remix)     | Nics                   |

## Autorenbeteiligungen
Marley schrieb fast alle seine Titel selbst. Im Laufe der Jahre konnten sich zahlreiche Coverversionen Marleys in den Charts platzieren. Die folgende Liste beinhaltet alle Charterfolge, die Marley als Fremdautor errang, die eigenen Charterfolge werden nicht erneut gelistet.
Bob Marley als Autor in den Charts

| Jahr | Titel Interpretation                                              | Höchstplatzierung, Gesamtwochen, AuszeichnungChartplatzierungen (Jahr, Titel, Interpretation, Platzierungen, Wochen, Auszeichnungen, Anmerkungen) | Höchstplatzierung, Gesamtwochen, AuszeichnungChartplatzierungen (Jahr, Titel, Interpretation, Platzierungen, Wochen, Auszeichnungen, Anmerkungen) | Höchstplatzierung, Gesamtwochen, AuszeichnungChartplatzierungen (Jahr, Titel, Interpretation, Platzierungen, Wochen, Auszeichnungen, Anmerkungen) | Höchstplatzierung, Gesamtwochen, AuszeichnungChartplatzierungen (Jahr, Titel, Interpretation, Platzierungen, Wochen, Auszeichnungen, Anmerkungen) | Höchstplatzierung, Gesamtwochen, AuszeichnungChartplatzierungen (Jahr, Titel, Interpretation, Platzierungen, Wochen, Auszeichnungen, Anmerkungen) | Anmerkungen                                                  |
| Jahr | Titel Interpretation                                              | DE | AT | CH | UK | US | Anmerkungen                                                  |
| ---- | ----------------------------------------------------------------- | --- | --- | --- | --- | --- | ------------------------------------------------------------ |
| 1974 | I Shot the Sheriff Eric Clapton                                   | DE4 (16 Wo.)DE | AT19 (4 Wo.)AT | — | UK9 (11 Wo.)UK | US1 Gold · (14 Wo.)US | Erstveröffentlichung: Juli 1974 Verkäufe: + 1.000.000        |
| 1991 | No Woman, No Cry Londonbeat                                       | DE23 (14 Wo.)DE | — | — | UK64 (2 Wo.)UK | — | Erstveröffentlichung: Februar 1991                           |
| 1991 | Keepin’ the Faith De La Soul                                      | — | — | CH12 (8 Wo.)CH | UK50 (2 Wo.)UK | — | Erstveröffentlichung: November 1991                          |
| 1993 | Stir It Up The Black Sorrows                                      | DE53 (21 Wo.)DE | — | — | — | — | Erstveröffentlichung: 1. September 1993                      |
| 1996 | No Woman, No Cry Fugees                                           | DE33 (12 Wo.)DE | AT40 (1 Wo.)AT | CH23 (10 Wo.)CH | UK2 Silber · (9 Wo.)UK | — | Erstveröffentlichung: 15. November 1996 Verkäufe: + 332.500  |
| 1997 | I Shot the Sheriff Warren G                                       | DE27 (9 Wo.)DE | AT18 (8 Wo.)AT | CH12 (12 Wo.)CH | UK2 (8 Wo.)UK | US20 Gold · (19 Wo.)US | Erstveröffentlichung: 3. Februar 1997 Verkäufe: + 542.500    |
| 1997 | Could You Be Loved Joe Cocker                                     | DE77 (9 Wo.)DE | AT39 (2 Wo.)AT | CH46 (2 Wo.)CH | UK86 (1 Wo.)UK | — | Erstveröffentlichung: Mai 1997                               |
| 1997 | Sunday Shining Finley Quaye                                       | — | — | — | UK16 (6 Wo.)UK | — | Erstveröffentlichung: 9. Juni 1997                           |
| 1998 | Strictly Business Mantronik vs. EPMD                              | DE85 (5 Wo.)DE | — | — | — | — | Erstveröffentlichung: 30. Juni 1998                          |
| 1999 | You Can’t Run Away Udo Lindenberg feat. Freundeskreis & Gentleman | DE74 (3 Wo.)DE | — | — | — | — | Erstveröffentlichung: 12. Juli 1999                          |
| 1999 | Caribbean Nightfever Megamix Boney M. 2000                        | DE79 (3 Wo.)DE | — | CH80 (2 Wo.)CH | — | — | Erstveröffentlichung: 8. November 1999                       |
| 2001 | Oh Yeah Foxy Brown                                                | DE68 (5 Wo.)DE | — | CH19 (13 Wo.)CH | UK27 (3 Wo.)UK | — | Erstveröffentlichung: 16. Juli 2001                          |
| 2005 | Window Shopper 50 Cent                                            | DE20 (16 Wo.)DE | AT26 (16 Wo.)AT | CH7 (23 Wo.)CH | UK11 Silber · (12 Wo.)UK | US20 Platin + Gold (Mastertone) · (11 Wo.)US | Erstveröffentlichung: 6. November 2005 Verkäufe: + 1.730.000 |
| 2010 | Stay the Night James Blunt                                        | DE4 Gold · (27 Wo.)DE | AT6 (15 Wo.)AT | CH1 (22 Wo.)CH | UK26 (6 Wo.)UK | US94 (1 Wo.)US | Erstveröffentlichung: 25. Oktober 2010 Verkäufe: + 242.500   |

## Boxsets
| Jahr | Titel                          | Höchstplatzierung, Gesamtwochen, AuszeichnungChartplatzierungen (Jahr, Titel, Platzierungen, Wochen, Auszeichnungen, Anmerkungen) | Höchstplatzierung, Gesamtwochen, AuszeichnungChartplatzierungen (Jahr, Titel, Platzierungen, Wochen, Auszeichnungen, Anmerkungen) | Höchstplatzierung, Gesamtwochen, AuszeichnungChartplatzierungen (Jahr, Titel, Platzierungen, Wochen, Auszeichnungen, Anmerkungen) | Höchstplatzierung, Gesamtwochen, AuszeichnungChartplatzierungen (Jahr, Titel, Platzierungen, Wochen, Auszeichnungen, Anmerkungen) | Höchstplatzierung, Gesamtwochen, AuszeichnungChartplatzierungen (Jahr, Titel, Platzierungen, Wochen, Auszeichnungen, Anmerkungen) | Anmerkungen                                                        |
| Jahr | Titel                          | DE | AT | CH | UK | US | Anmerkungen                                                        |
| ---- | ------------------------------ | --- | --- | --- | --- | --- | ------------------------------------------------------------------ |
| 1992 | Songs of Freedom               | — | — | — | UK10 Silber · (5 Wo.)UK | US86 ×2Doppelplatin · (15 Wo.)US                                                                                                  | Erstveröffentlichung: 6. Oktober 1992 Verkäufe: + 660.000          |
| 2006 | Forever Bob Marley             | — | — | — | — | US165 (1 Wo.)US | Erstveröffentlichung: 21. November 2006                            |
| 2015 | The Complete Island Recordings | DE67 (1 Wo.)DE | — | CH65 (1 Wo.)CH | — | — | Erstveröffentlichung: 25. September 2015 Charteinstieg DE/CH: 2020 |

Weitere Boxsets
- 1982: The Box Set
- 1993: The Early Years
- 1997: The Complete Bob Marley & the Wailers 1967–1972, Part I
- 1997: The Complete Bob Marley & the Wailers 1967–1972, Part II
- 1997: The Complete Bob Marley & the Wailers 1967–1972, Part III
- 1998: The Complete Bob Marley & the Wailers 1967–1972, Part IV
- 2000: The Complete Upsetter Collection
- 2002: The Upsetter Singles Box
- 2004: Grooving Kingston 12
- 2004: Fy-ah, Fy-ah
- 2004: Man to Man
- 2005: Soul Revolutionaries: The Early Jamaican Albums 1970–1971
- 2007: A Legend: 50 Reggae Classics (Verkäufe: + 60.000; UK: Silber)
- 2014: 21st Century Remastered Audio
- 2015: 5 Classic Albums
- 2016: Ultimate Wailers Box
- 2021: Songs of Freedom – The Island Years

## Statistik

### Chartauswertung
|                     | DE     | AT     | CH     | UK     | US     |
| ------------------- | ------ | ------ | ------ | ------ | ------ |
| Nummer-eins-Alben   | DE—DE  | AT—AT  | CH—CH  | UK1UK  | US—US  |
| Top-10-Alben        | DE1DE  | AT3AT  | CH2CH  | UK8UK  | US2US  |
| Alben in den Charts | DE11DE | AT11AT | CH13CH | UK22UK | US24US |

|                       | DE    | AT    | CH    | UK     | US    |
| --------------------- | ----- | ----- | ----- | ------ | ----- |
| Nummer-eins-Singles   | DE—DE | AT—AT | CH—CH | UK—UK  | US—US |
| Top-10-Singles        | DE—DE | AT—AT | CH3CH | UK8UK  | US—US |
| Singles in den Charts | DE7DE | AT5AT | CH8CH | UK26UK | US1US |

|                          | DE    | AT    | CH    | UK    | US    |
| ------------------------ | ----- | ----- | ----- | ----- | ----- |
| Nummer-eins-Videoalben   | DE—DE | AT—AT | CH—CH | UK1UK | US—US |
| Top-10-Videoalben        | DE—DE | AT1AT | CH—CH | UK4UK | US1US |
| Videoalben in den Charts | DE—DE | AT1AT | CH—CH | UK7UK | US7US |

|                       | DE     | AT    | CH    | UK     | US    |
| --------------------- | ------ | ----- | ----- | ------ | ----- |
| Nummer-eins-Singles   | DE—DE  | AT—AT | CH1CH | UK—UK  | US1US |
| Top-10-Singles        | DE2DE  | AT1AT | CH2CH | UK3UK  | US1US |
| Singles in den Charts | DE12DE | AT6AT | CH8CH | UK10UK | US4US |

### Auszeichnungen für Musikverkäufe
| Land/RegionAuszeichnungen für Musikverkäufe (Land/Region, Auszeichnungen, Verkäufe, Quellen) | Silber       | Gold         | Platin         | Diamant     | Verkäufe    | Quellen |
| -------------------------------------------------------------------------------------------- | ------------ | ------------ | -------------- | ----------- | ----------- | --- |
| Argentinien (CAPIF)                                                                          | —            | Gold1        | 17× Platin17   | —           | 406.000     | capif.org.ar (Memento vom 6. Juli 2011 im Internet Archive)AR2 (Memento vom 31. Mai 2011 im Internet Archive) |
| Australien (ARIA)                                                                            | —            | 4× Gold4     | 9× Platin9     | —           | 720.000     | aria.com.au                                                                                                   |
| Belgien (BRMA)                                                                               | —            | 2× Gold2     | 4× Platin4     | —           | 250.000     | ultratop.be                                                                                                   |
| Brasilien (PMB)                                                                              | —            | 9× Gold9     | —              | —           | 270.000     | pro-musicabr.org.br                                                                                           |
| Dänemark (IFPI)                                                                              | —            | 2× Gold2     | 3× Platin3     | —           | 305.000     | ifpi.dk |
| Deutschland (BVMI)                                                                           | —            | 10× Gold10   | Platin1        | —           | 2.675.000   | musikindustrie.de                                                                                             |
| Europa (IFPI)                                                                                | —            | —            | 2× Platin2     | —           | (2.000.000) | ifpi.org (Memento vom 1. Januar 2014 im Internet Archive)                                                     |
| Finnland (IFPI)                                                                              | —            | Gold1        | —              | —           | 36.703      | ifpi.fi |
| Frankreich (SNEP)                                                                            | 4× Silber4   | 10× Gold10   | 8× Platin8     | Diamant1    | 4.515.000   | infodisc.fr snepmusique.com                                                                                   |
| Italien (FIMI)                                                                               | —            | 8× Gold8     | 5× Platin5     | —           | 460.000     | fimi.it |
| Japan (RIAJ)                                                                                 | —            | —            | Platin1        | —           | 200.000     | riaj.or.jp |
| Kanada (MC)                                                                                  | —            | 4× Gold4     | 4× Platin4     | —           | 600.000     | musiccanada.com                                                                                               |
| Neuseeland (RMNZ)                                                                            | —            | 7× Gold7     | 84× Platin84   | —           | 1.940.500   | aotearoamusiccharts.co.nz NZ2 (Memento vom 12. August 2011 im Internet Archive) NZ3                           |
| Niederlande (NVPI)                                                                           | —            | 2× Gold2     | 4× Platin4     | —           | 460.000     | nvpi.nl |
| Norwegen (IFPI)                                                                              | —            | Gold1        | —              | —           | 25.000      | ifpi.no (Memento vom 5. November 2012 im Internet Archive)                                                    |
| Österreich (IFPI)                                                                            | —            | Gold1        | 2× Platin2     | —           | 125.000     | ifpi.at |
| Polen (ZPAV)                                                                                 | —            | Gold1        | —              | —           | 50.000      | olis.pl |
| Portugal (AFP)                                                                               | —            | Gold1        | Platin1        | —           | 15.000      | Einzelnachweise                                                                                               |
| Schweden (IFPI)                                                                              | —            | 4× Gold4     | —              | —           | 110.000     | sverigetopplistan.se                                                                                          |
| Schweiz (IFPI)                                                                               | —            | 5× Gold5     | 3× Platin3     | —           | 248.000     | hitparade.ch                                                                                                  |
| Spanien (Promusicae)                                                                         | —            | 7× Gold7     | 7× Platin7     | —           | 790.000     | elportaldemusica.es ES2 ES3                                                                                   |
| Vereinigte Staaten (RIAA)                                                                    | —            | 15× Gold15   | 13× Platin13   | Diamant1    | 26.350.000  | riaa.com |
| Vereinigtes Königreich (BPI)                                                                 | 17× Silber17 | 15× Gold15   | 32× Platin32   | —           | 17.370.000  | bpi.co.uk |
| Insgesamt                                                                                    | 21× Silber21 | 110× Gold110 | 200× Platin200 | 2× Diamant2 |             | |